# 东光大楼
东光大楼建于1920年，位于当时的天津德租界的威廉街（今河西区解放南路327号），为重点保护等级历史风貌建筑。该大楼在1945年后，曾为天津警备司令部稽查处南区稽查所所在地。现为中国新华航空公司办公楼。

## 建筑风格
东光大楼为砖木结构的三层德式联排式公寓，局部为二层和四层。外立面为清水墙面，顶部为坡式红瓦顶，上面设有老虎窗。